# Амброз Олександр Іванович
Олександр Іванович ́Амброз (нар. 4 (16) січня 1895, село Єланське Тобольської губернії, нині Тюменської області Російської Федерації — 22 березня 1972, Одеса) — російський і український іхтіолог. Доктор біологічних наук (1966).

## Біографія
Олександр Амброз 1922 року закінчив Петровську сільськогосподарську академію в Москві. У 1922—1924 роках працював в Азово-Чорноморській науково-промисловій експедиції та Керченській іхтіологічний лабораторії. 1925 року брав участь в організації Тихоокеанського інституту рибного господарства у Владивостоці, у 1931—1934 роках працював у цьому інституті заступником директора з наукової частини.
Амброз досліджував іхтіофауну Японського моря. 1931 року у Владивостоці він опублікував монографію «Оселедці затоки Петра Великого» (рос. «Сельдь залива Петра Великого»), яка високо оцінили як у Радянському Союзі, так і за кордоном. 1937 року за цю роботу Олександру Івановичу без захисту дисертації надали науковий ступінь кандидата біологічних наук і вчене звання дійсного члена Всесоюзного науково-дослідного інституту рибного господарства та океанографії за фахом «іхтіологія».
Від 1935 року Олександр Амброз працював в Одесі, від 1943 — на Одеській науково-дослідній станції морського рибного господарства іхтіологом, завідувачем наукової частини, директором. Він досліджував біологію та промисел риб Чорного моря та Дніпровсько-Бузького лиману.
З кінця 1940-х років Амброз вивчав риб і рибні запаси пониззя річки Дунай. У 1948—1955 роках він завідував Вилковською науково-експериментальною базою Інституту гідробіології Академії наук Української РСР. Тут Олександр Іванович вивчав осетрових: білугу, осетра, стерлядь. У Вилкове вчений організував музей водної та наземної фауни Дунайської дельти.
У 1955—1958 роках Олександр Амброз був старшим науковим співробітником Одеської біологічної станції АН УРСР. Від 1960 року він старший науковий співробітник лабораторії іхтіології та китобійного промислу Азово-Чорноморського інституту рибного господарства й океанографії, від 1970 року старший науковий співробітник-консультант Одеського відділення цього інституту.

## Праці
- Рыбы Днепра, Южного Буга и Днепровско-Бугского лимана. — К. 1956.
- Белуга Чёрного моря. — Кишинёв, 1960.
- Перспективы рыболовства и рыбного хозяйства в зарегулированном Дунае и задачи сегодняшнего дня // Охрана рыбных запасов и увеличение продуктивности южной зоны СССР. — Кишинёв, 1970.